# Musikjahr 1433
Liste der Musikjahre

◄◄ | ◄ | 1429 | 1430 | 1431 | 1432 | Musikjahr 1433

Weitere Ereignisse
Dieser Artikel behandelt das Musikjahr 1433.

## Ereignisse

### Heiliges Römisches Reich

#### Alte Eidgenossenschaft
- Der Dichter und Musiker Heinrich Laufenberg ist 1433 und 1434 als Dekan des St. Mauritius-Chorherrenstift in Rupperswil bei Zofingen nachweisbar und hat sich bis 1438 in Zofingen aufgehalten.[1][2]

#### Basel
- Der Komponist Johannes Brassart ist ab 1433 für zwei Jahre während des Konzils von Basel Mitglied der dortigen Kapelle. Hier beginnt sehr wahrscheinlich auch seine dann zehn Jahre dauernde Verbindung zum Hof des Hauses Habsburg.[3]
- Der Sänger und Kleriker Nicolaus de Merques aus Arras wird im November 1433 zusammen mit Johannes Brassart offiziell in die Kapelle des Konzils zu Basel aufgenommen, wo er zumindest bis 1436 wirkt. „In Anbetracht der engen Verbindungen dieses Konzils mit dem Hof Felix V. in Lausanne könnte Merques zwischen 1433 und 1445 kontinuierlich für diese Institutionen gearbeitet haben“.[4][5]

#### Freie Reichsstadt Nürnberg
- Der Nagelschmied und Meistersinger Fritz Zorn aus Nürnberg wird 1427 und 1433 zusammen mit mehreren Geschwistern erstmals urkundlich erwähnt. Er wird zu den Begründern des Nürnberger Meistergesangs gezählt.[6]

#### Herzogtum Savoyen
- Adamo Grand, der auch Magister Adam genannt wird, ist von 1433 bis 1438 Leiter der Chorknaben am Savoyer Hof.[7][8]

#### Hochstift Cambrai
- Der französische Komponist Jean Charité ist 1433 sehr wahrscheinlich Kanoniker der Kathedrale von Cambrai.[9]

#### Königreich Böhmen
- Der französische Theologe, Musiktheoretiker und Poet Egidius Carlerius, der bis 1432 in Paris studiert und gelehrt hat und danach am Konzil von Basel teilgenommen hat, wird 1433 nach Böhmen entsandt.[10]

### Herzogtum Burgund
- Nach den Angaben eines gewissen Guillaume Benoit ist Gilles Binchois am burgundischen Hof Philipps des Guten im Jahr 1427 schon ein Begriff. Weil aber die Gehaltslisten von 1419 bis 1436 fehlen, ist nicht genau bekannt, ab welchem Jahr er tatsächlich der burgundischen Hofkapelle beitritt, um ihr bis 1452 aktiv anzugehören. Der früheste Beleg für seinen dortigen Dienst stellt erst seine Motette Nove cantum melodie dar, komponiert zur Taufe von Anthoine von Burgund, dem Sohn Philipps des Guten und Isabellas von Portugal am 18. Januar 1431.[11][12]
- Der Komponist Jacobus Vide, der seit Dezember 1423 Kammerdiener (valet de chambre) und seit 1428 Sekretär des burgundischen Herzogs Philipp III. ist, ist 1433 in den burgundischen Aufzeichnungen nachweisbar. Obwohl Komponist wird er nie als Mitglied der herzoglichen Kapelle aufgeführt.[13][14]

#### Grafschaft Flandern
- Der Komponist Jacobus de Clibano ist von 1430 bis 1433 Succentor der Kirche St. Donatian in Brügge.[15]

#### Herrlichkeit Mechelen
- Die Stadt Mechelen, die zuvor zwei Musiker als Turmwächter engagiert hatte, beschäftigt von 1432 bis 1433 zwei städtische Hornbläser, die den Kern eines Ensembles fester Stadtmusikanten bilden.[16]

### Italienische Staaten

#### Kirchenstaat
- Der franko-flämische Komponist, Sänger und Musiktheoretiker Guillaume Dufay ist seit Dezember 1428 Mitglied der päpstlichen Kapelle in Rom. Diese Position bekleidet er mit einer zweijährigen Unterbrechung bis Mai 1437.[17][18] 1433 erhält „Dufay für kurze Zeit das Benediktinerpriorat Cossonay bei Lausanne, das er im Austausch für eine andere (ungenannte) Pfründe aufgibt“.[17] Ebenfalls 1433 wird Dufay von Herzog Amadeus VIII. von Savoyen angeworben und er wird vom Papst beurlaubt. Im August 1433 verlässt der Komponist Rom, und am 1. Februar 1434 wird er als Kapellmeister in Savoyen genannt.[17]
- Der Tänzer, Tanzmeister und Tanztheoretiker Guglielmo Ebreo da Pesaro beginnt 1433 als Tanzmeister zu arbeiten.[19]
- Der franko-flämisch Komponist Clement Liebert ist von Februar bis Juni 1433 Sänger in der päpstlichen Kapelle.[20]

#### Republik Florenz
- Der italienische Musiktheoretiker und Komponist Paolo da Firenze ist von 1401 bis 1433 Abt der Benediktinerabtei San Martino al Pino in Florenz.[21]

#### Republik Lucca
- September: Der magister artium et medicinae Giorgio Anselmi führt in den Bädern von Corsenna bei Lucca mit Petrus Rubeus „musiktheoretische Lehrgespräche, die er diesem auf Geheiß schriftlich“ ausarbeitet „und im April 1434 zu Parma“ widmet, womit der lateinische Traktat De musica entsteht.[22][23]

#### Signoria d'Este
- Der flämische Komponist, Sänger und Musiktheoretiker Guillaume Dufay, der eine Ballade für Niccolò III. d’Este komponierte, hat möglicherweise 1433 den Hof des Markgrafen besucht.[24]
- Der Gelehrte und Humanist Guarino da Verona, der seit 1429 in Ferrara tätig ist, erstellt für den jungen Leonello, Sohn von Niccolò III. d’Este, ein libro de canto (Gesangbuch).[24]

### Königreich England
- Der englische Komponist John Dunstable ist vermutlich seit 1427 canonicus und musicus in Diensten des Herzogs von Bedford, der nach dem Tod seines Bruders, König Heinrichs V., von 1422 bis 1435 Regent von Frankreich ist. Gleichzeitig dürfte er von 1427 bis 1436 auch im Dienste der Königin Johanna von Navarra gestanden haben.[25]
- Der englische Komponist John Fowler ist von 1433 bis 1467 Mitglied der Chapel Royal.[26]

### Königreich Portugal
- König Eduard I. von Portugal erlässt zwischen 1433 und 1438 Vorschriften für die königlichen Kapelle, die vorschreiben, dass die Kapelle vier bis sechs Sängerknaben haben sollte, die neben geistlicher Musik auch Hofmusik spielen.[27]

### Königreich Zypern
- Der Sänger Jehan Augustin du Passaige tritt 1433 in die Dienste des Königs von Zypern und kehrt 1436 in die Kapelle der Herzöge von Burgund zurück.[28]
- Der französische Sänger, Komponist und Schreiber Jean Hanelle verlässt 1433 Zypern. Er gehört zu einer „großen Gruppe, die Anne de Lusignan ... nach Savoyen“ begleitet, „um Herzog Ludwig I. von Savoyen zu heiraten, zu dem sich der Großteil des europäischen Adels am 12. Februar 1434[29] in Chambéry“ versammeln wird. „Bei dieser Gelegenheit“ wird „Gilles Binchois zum ersten Mal auf Guillaume du Fay“ treffen.[30][31]

## Kompositionen und Schriften
- Gilles Binchois – Tristre plaisir et douleureuse joie (Rondeaux, Text von Alain Chartier und gesungen von Jean Régnier bei seiner Entlassung aus dem Gefängnis im Jahr 1433)[32]
- Guillaume Dufay – Supremum est mortalibus bonum zu drei Stimmen (Motette, komponiert für das Treffen von König Sigismund und Papst Eugen IV. am 31. Mai 1433)[17][33]
- Beltrame Feragut
  - Excelsa civitas Vincencia (Motette, komponiert für oder nach der Amtseinführung von Francesco Malipiero als Bischof von Vicenza im Jahr 1433)[34]
  - Excelsa civitas Vincencia zu drei Stimmen, (um 1433)[34]

## Geboren

### Geburtsdatum gesichert
- 19. Oktober: Marsilio Ficino, Philosoph, Humanist, Musiktheoretiker und Arzt († 1499)[35][36]
- 11. November: Karl der Kühne, letzter Herzog von Burgund und Kunstmäzen († 1477)[37]

### Geboren vor 1433
- Nicolas Merques, französischer Komponist († nach 1445)[5]
- Clement Liebert, franko-flämischer Komponist († nach 1454)[38]

## Gestorben

### Genaues Todesdatum unbekannt
- Nicolaus Frangens de Leodio, Sänger und Lehrer (* unbekannt)[39]